# A.P. Bio
A.P. Bio es una serie de televisión de comedia estadounidense creada por Mike O'Brien para NBC, después de una orden piloto a finales de enero de 2017, el piloto fue ordenado para ser una serie el 8 de mayo de 2017. La serie se estrenó el 1 de febrero de 2018 como un preestreno especial e hizo su estreno oficial el 1 de marzo de 2018. NBC publicó los primeros tres episodios en las plataformas de transmisión de NBCUniversal después del estreno de la transmisión del 1 de febrero para su visualización anticipada.
El 8 de mayo de 2018, NBC renovó la serie para una segunda temporada, que se estrenó el 7 de marzo de 2019. El 24 de mayo de 2019, NBC canceló la serie después de dos temporadas. En julio de 2019, la NBC revocó esta decisión y renovó la serie para una tercera temporada, que se estrenará en el próximo servicio de streaming de NBCUniversal, Peacock.

## Sinopsis
Cuando el desprestigiado profesor de filosofía de Harvard Jack Griffin (Glenn Howerton) pierde el trabajo de sus sueños ante su rival Miles Leonard (Tom Bennett), se ve obligado a regresar a Toledo, Ohio y trabajar como profesor de Biología de Colocación Avanzada en la ficticia Whitlock High School. Jack deja claro a su clase que no enseñará biología. Al darse cuenta de que tiene a su disposición una sala llena de estudiantes de honor, Jack decide usarlos para su propio beneficio: vengarse de Miles. Deseoso de demostrar que sigue siendo el rey del castillo, el director Durbin (Patton Oswalt) lucha por mantener a Griffin bajo control. En su segunda temporada, Jack utiliza a sus estudiantes para descubrir cómo la gente de Toledo encuentra la felicidad en su rutina diaria, para extraer información para lo que él cree que será un libro de gran éxito de ventas.

## Elenco

### Principal
- Glenn Howerton como el Dr. Jack Carson Griffin, un vergonzoso profesor de filosofía de Harvard y actual profesor de Biología en Whitlock High School.[8]
- Lyric Lewis como Stef Duncan, una profesora de historia en Whitlock High School.[9]
- Mary Sohn como Mary Wagner, profesora de arte en Whitlock High School.[10]
- Jean Villepique como Michelle Jones, una profesora de economía doméstica en Whitlock High School.[11]
- Tom Bennett como Miles Leonard, un profesor que es el rival y némesis de Jack. (Temporada 1)[12]
- Paula Pell como Helen Henry Demarcus, La secretaria del Director Durbin (Temporada 2, Recurrente Temporada 1)
- Patton Oswalt como el director Ralph Durbin, el director e Whitlock High School.[8]

### Recurrente
- Jacob McCarthy como Devin (Temporada 1)[13]
- Aparna Brielle como Sarika Sarkar[14]
- Nick Peine como Marcus Kasperak[15]
- Allisyn Ashley Arm como Heather
- Eddie Leavycomo Anthony Lewis
- Charlie McCrackin como el Entrenador Dick Novak
- Jacob Houston como Victor Kozlowski
- Tucker Albrizzi como Colin McConnell (Temporada 1)
- Spence Moore II como Dan Decker
- Sari Arambulo como Grace
- Elizabeth Alderfer como Lynette (Temporada 2)
- Miguel Chavez como Eduardo
- Marisa Baram como Marissa

### Invitados
- Collette Wolfe como Meredith
- Nikki Glaser como Chloe desde Baltimore
- Niecy Nash como Kim Burke
- Taran Killam como Mr. Vining
- Mark Proksch como Philip
- Michael Gross como Brandon
- Christopher Lloyd como Melvin
- Erinn Hayes como Trish
- Tim Heidecker as Greg

## Episodios

### Temporada 1 (2018)
| N.º en serie | N.º en temp. | Título                                            | Dirigido por        | Escrito por                                    | Fecha de emisión original | Código de prod. | Audiencia (millones) |
| --- | ------------ | ------------------------------------------------- | ------------------- | ---------------------------------------------- | ------------------------- | --------------- | -------------------- |
| 1 | 1            | «Pilot: Catfish» «Piloto: El impostor»            | Oz Rodriguez        | Mike O'Brien                                   | 1 de febrero de 2018      | 101             | 3.12                 |
| Jack Griffin es un maestro en filosofía de Harvard que pierde el trabajo de sus sueños y va a trabajar como profesor de biología en la escuela secundaria en su ciudad natal de Toledo, Ohio. Sin embargo, rápidamente deja claro que no enseñará biología y, al darse cuenta de que tiene a su disposición una sala llena de estudiantes con un rendimiento superior al esperado, decide usar a los niños para vengarse de su rival y tomar el trabajo que le corresponde por derecho. Deseoso de demostrar que sigue siendo el rey del castillo, el director Durbin lucha por controlar la fuerza de la naturaleza que es Jack Griffin. |              |                                                   |                     |                                                |                           |                 |                      |
| 2 | 2            | «Teacher Jail» «Cárcel docente»                   | Oz Rodriguez        | Rob Klein                                      | 25 de febrero de 2018     | 102             | 5.89                 |
| Cuando Jack deja su clase desatendida, una lesión estudiantil desencadena una investigación oficial y lleva a Jack a la «cárcel de maestros». Una agresiva representante del sindicato de maestros se fija en el director Durbin. El entusiasmo de los estudiantes por una profesora sustituta se desvanece cuando descubren que es Helen. |              |                                                   |                     |                                                |                           |                 |                      |
| 3 | 3            | «Burning Miles» «Quemando a Miles»                | Oz Rodriguez        | Luvh Rakhe                                     | 1 de marzo de 2018        | 103             | 2.70                 |
| Jack pone a sus estudiantes en una nueva misión de venganza contra Miles. Al mismo tiempo, Helen, la secretaria optimista del director Durbin, intenta implacablemente que Jack haga algo para la venta anual de pasteles. |              |                                                   |                     |                                                |                           |                 |                      |
| 4 | 4            | «Overachieving Virgins» «Vírgenes sobresalientes» | Julie Anne Robinson | John Blickstead & Trey Kollmer                 | 1 de marzo de 2018        | 104             | 2.60                 |
| Jack se mete en una pequeña disputa con Marcus, el presidente del Consejo Estudiantil. Marcus sorprendentemente se niega a retroceder y la situación se intensifica demasiado. Stef vende maquillaje en la escuela como un negocio secundario. |              |                                                   |                     |                                                |                           |                 |                      |
| 5 | 5            | «Dating Toledoans» «Saliendo con Toledoanas»      | Ryan Case           | Aseem Batra                                    | 8 de marzo de 2018        | 105             | 2.33                 |
| Jack acepta de mala gana salir con Mary, Stef y Michelle. Sin embargo, su complejo de superioridad resulta difícil de superar para las mujeres de Toledo. El director Durbin se siente amenazado cuando Helen lo reemplaza en los anuncios matutinos de la escuela. |              |                                                   |                     |                                                |                           |                 |                      |
| 6 | 6            | «Freakin' Enamored» «Locamente Enamorado»         | Oz Rodriguez        | Shelly Gossman                                 | 15 de marzo de 2018       | 106             | 3.07                 |
| Cuando Jack se siente atraído por la madre de un estudiante en una reunión de padres y maestros, finge interés en su hijo, Colin. Un grupo de padres se quejan con el director Durbin cuando notan una pieza de arte estudiantil controversial de la clase de Mary |              |                                                   |                     |                                                |                           |                 |                      |
| 7 | 7            | «Selling Out» «Vendiéndose»                       | Payman Benz         | Donick Cary                                    | 22 de marzo de 2018       | 107             | 3.07                 |
| Después de que Jack recibe una oferta del editor de Miles para escribir un libro de filosofía para sentirse bien, solicita la ayuda de Helen con la esperanza de usar el acuerdo como su boleto de salida de Toledo. Mientras tanto, el director Durbin accidentalmente desencadena una tormenta emocional cuando revela a quién eligió Mary como su contacto de emergencia. |              |                                                   |                     |                                                |                           |                 |                      |
| 8 | 8            | «We Don't Party» «No festejamos»                  | Daniel Gray Longino | Nicole Sun                                     | 29 de marzo de 2018       | 108             | 2.05                 |
| Jack descubre que su exnovia Meredith necesita un lugar para recaudar fondos y tiene el lugar perfecto: la casa de su estudiante Victor. Victor y los otros chicos son inspirados por Jack para festejar por primera vez. |              |                                                   |                     |                                                |                           |                 |                      |
| 9 | 9            | «Rosemary's Boyfriend» «El novio de Rosemary»     | Maggie Carey        | Mike O'Brien & Charlie McCrackin               | 5 de abril de 2018        | 109             | 2.21                 |
| Jack se enfurece cuando aparece el antiguo amante de su madre muerta y sugiere que conmemoren su cumpleaños. Jack recurre a sus estudiantes para que le ayuden a tomar represalias, pero los estudiantes ya tienen las manos llenas de bebés robot llorones. La amabilidad de Stef hacia Dale el conserje envía las señales equivocadas. |              |                                                   |                     |                                                |                           |                 |                      |
| 10 | 10           | «Durbin Crashes» «Durbin choca»                   | Andrew DeYoung      | Mike O'Brien & Rob Klein                       | 12 de abril de 2018       | 110             | 2.05                 |
| Cuando Jack casualmente le da a Durbin algunos consejos matrimoniales, se vuelve en contra, hace que Durbin sea expulsado de la casa y Jack lo acepta. Los niños de la clase de biología aplicada le dicen a Jack que si pueden obtener el ADN de Miles, aprenderán un poco de biología mientras se llevan a cabo la venganza definitiva. |              |                                                   |                     |                                                |                           |                 |                      |
| 11 | 11           | «Eight Pigs and a Rat» «Ocho cerdos y una rata»   | Carrie Brownstein   | Mike O'Brien & Zeke Nicholson                  | 19 de abril de 2018       | 111             | 1.83                 |
| La clase recibe un cargamento de fetos de cerdo para su disección, pero Jack cancela la disección y fracasa en su intento de disparar a los cerdos de Miles. La superintendente visita Whitlock High School para evaluar a Durbin para una nominación como «Directora Innovadora del Año»; ella se siente decepcionada cuando cada maestro presenta un volcán como una supuesta parte de su currículo. Jack y Heather demuestran una sesión de disección en vivo, usando un cerdo adulto que Heather robó de la carnicería de su padre, y la superintendente está satisfecha.                                                             |              |                                                   |                     |                                                |                           |                 |                      |
| 12 | 12           | «Walleye» «Bizquera»                              | Tristram Shapeero   | Mike O'Brien & Britt Matt                      | 26 de abril de 2018       | 112             | 1.69                 |
| Jack convence con éxito a Miles de que Devin es su hijo ilegítimo. Durbin, Mary, Stef y Michelle se enfrentan en el tema de baile de Sadie Hawkins. |              |                                                   |                     |                                                |                           |                 |                      |
| 13 | 13           | «Drenching Dallas» «Empapando a Dallas»           | Lynn Shelton        | Mike O'Brien, Jeff Vanderkruik y Brian Ashburn | 26 de abril de 2018       | 113             | 2.03                 |
| Jack se interesa en una misión de venganza en nombre de los niños de la clase de Biología aplicada. Mary, Stef y Michelle creen que han descubierto una presencia de otro mundo en Whitlock. |              |                                                   |                     |                                                |                           |                 |                      |

## Recepción

### Críticas
En Rotten Tomatoes la primera temporada tiene un índice de aprobación del 65%, basado en 31 reseñas, con una calificación promedio de 6.34/10. El consenso crítico del sitio dice, «A.P. Bio tiene algunas risas genuinas, pero el público ya ha visto a muchas figuras de autoridad comportarse mal, y tiene derecho a esperar más de esta prometedora premisa y de este talentoso elenco». En Metacritic, tiene puntaje promedio ponderado de 59 sobre 100, basada en 16 reseñas, lo que indica «críticas mixtas o medias».
Daniel Fienberg de The Hollywood Reporter comentó que A.P. Bio tenía un buen reparto y que «lo único que lo detiene es la pequeña objeción de que en realidad no es tan gracioso». Margaret Lyons de The New York Times, llamó a A.P. Bio, «una comedia abrasiva que no sólo es poco graciosa, sino también muy desagradable». Jen Chaney de Vulture dijo que la serie tenía puntos brillantes pero que estaba «conceptualmente representada» en general.